# Troquel (cortante)

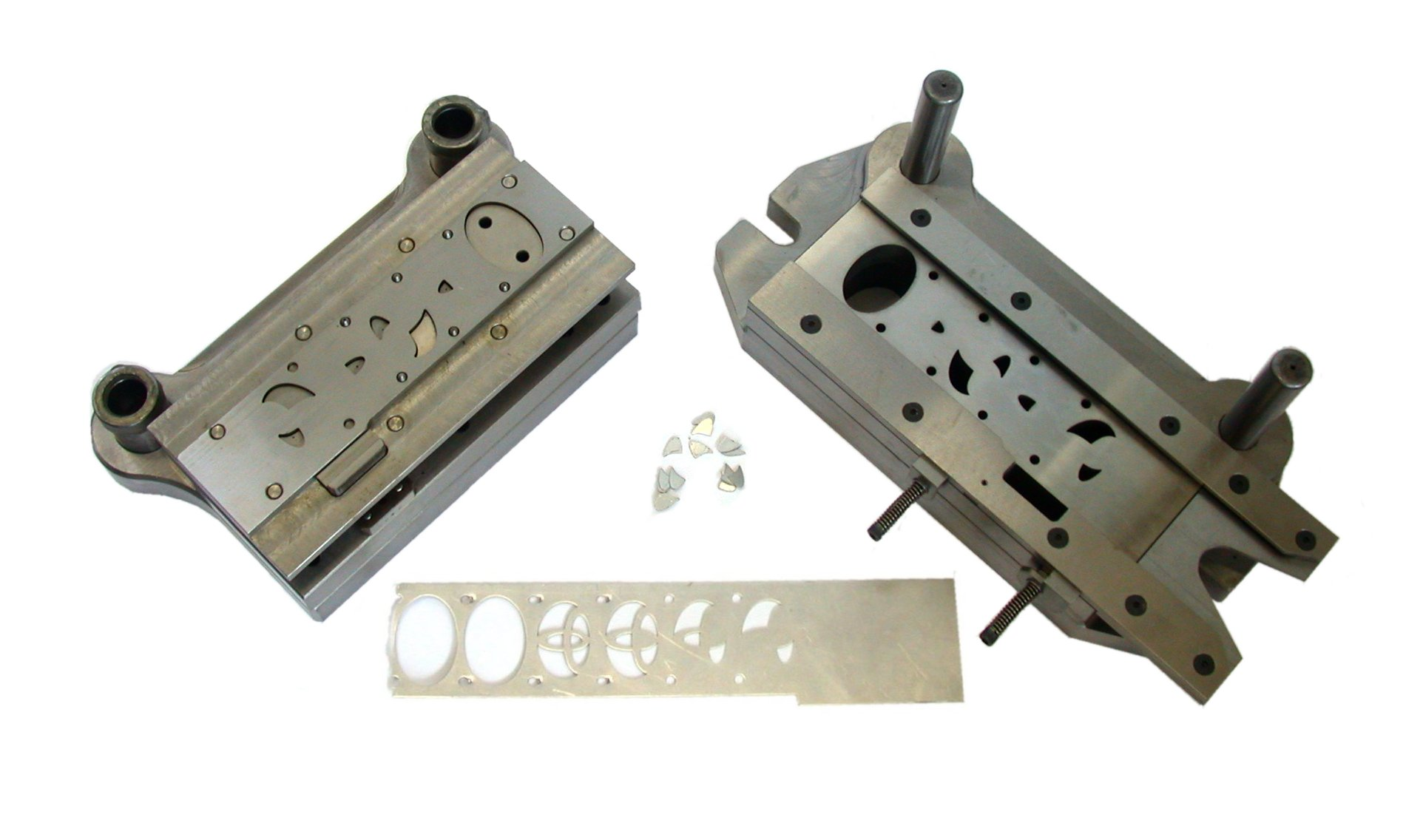
Troqueles progresivos con la tira de chatarra y piezas estampadas

El troquel es un instrumento o máquina de bordes cortantes para recortar o estampar, por presión, planchas, cartones, cueros, etc. El troquelado es, por ejemplo, una de las principales operaciones en el proceso de fabricación de embalajes de cartón.
El troquel consiste en:
- Una base de una matriz con mayor resistencia o dureza que las cuchillas o estampa de elaboración de la pieza.
- Otra base opuesta denominada macho, con la misma forma que la matriz y que estampa contra ella, corta o perfora.
- Las regletas cortadoras o hendedoras. Sus funciones son las siguientes: 
  - cortar, bien para perfilar la silueta exterior, bien para fabricar ventanas u orificios interiores
  - hender, para fabricar pliegues
  - perforar, con el fin de crear un precortado que permita un fácil rasgado
  - semicortar, es decir, realizar un corte parcial que no llegue a traspasar la plancha
- Gomas. Gruesos bloques de goma que se colocan junto a las cuchillas y cuya función es la de separar por presión el recorte sobrante.

## Tipos de troquel o troqueles

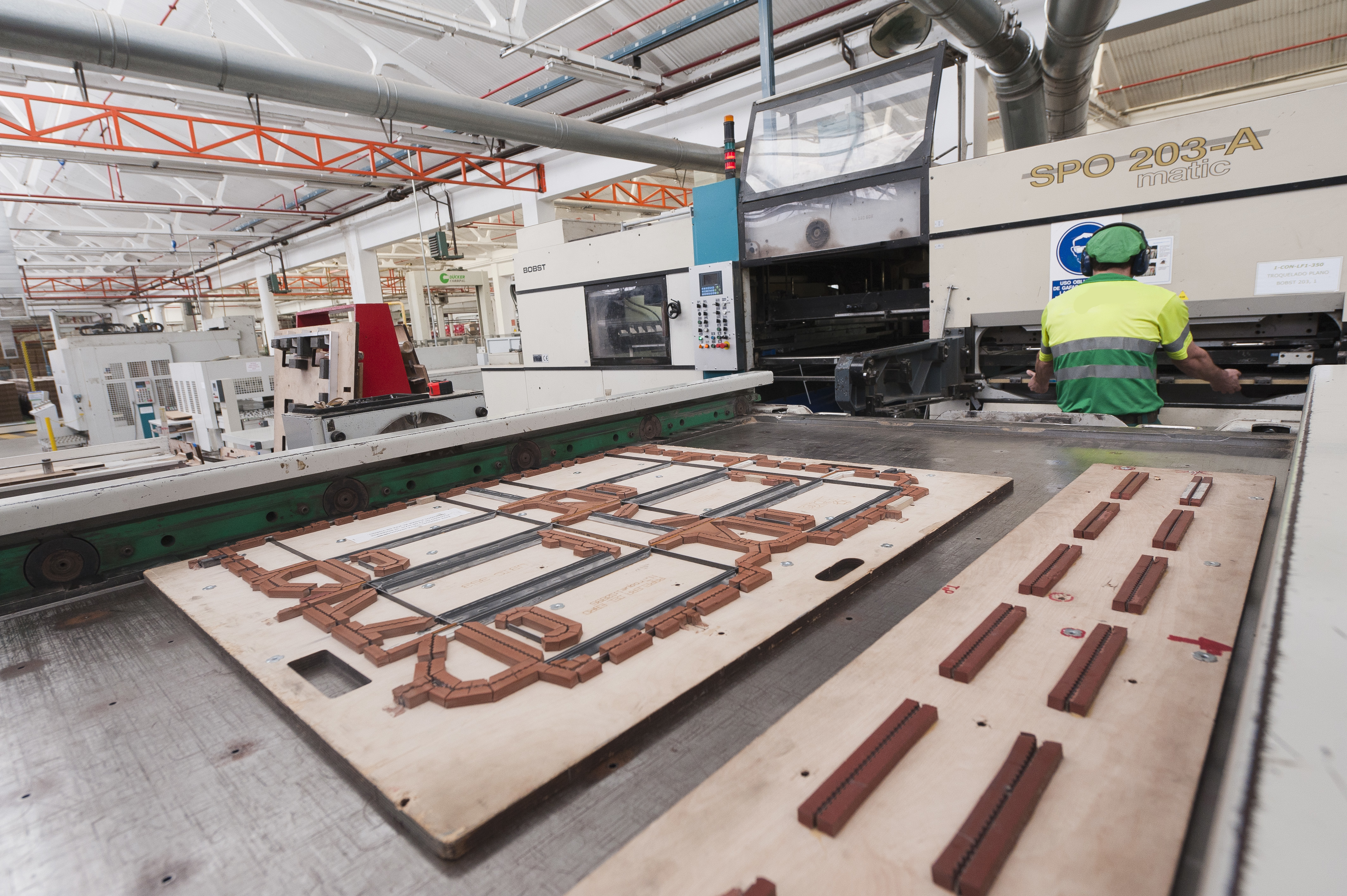
Troquel plano preparado para introducirse en una troqueladora

Existen dos tipos básicos de troqueles:
1. Troquel plano. Su perfil es plano y la base contra la que actúa es metálica. Su movimiento es perpendicular a la plancha consiguiendo así una gran precisión en el corte.
2. Troquel rotativo. El troquel es cilíndrico y la base opuesta está hecha con un material flexible. Al contrario que en el troquelado plano, el movimiento es continuo y el registro de corte es de menor precisión. Ello se debe a que la incidencia de las cuchillas sobre la plancha se realiza de forma oblicua a la misma. Los embalajes fabricados en rotativo son, por tanto, aquellos que no presentan altas exigencias estructurales tales como las wrap around o algunas bandejas. Por su movimiento continuo, el troquelado rotativo consigue mayores productividades en fabricación que el plano.

En la industria del cartón ondulado se utilizan indistintamente ambos tipos de troquel, si bien en la fabricación de cartoncillo se da el plano por sus mayores necesidades de precisión. En la industria del calzado se utiliza el troquel plano, realizado con un fleje especial de acero dispuesto perpendicularmente a la piel que descansa sobre una superficie plana. El fleje está reforzado con platinas de hierro que mantienen la perpendicularidad de éste.
El diseño del troquel viene definido por las necesidades del envasador pudiendo conferir a la caja las más variadas formas. Su fabricación es todavía muy artesanal realizándose siempre bajo pedido.